# Neustria

Austrasia és Neustria

Neustria  volt a neve a nyugati frank királyságnak a  6– 8. században a Meroving-dinasztia uralkodásának idején. Körülbelül a mai Franciaországnak a Maas folyótól nyugatra és a Loire-tól északra fekvő részeit fedte. Nevének jelentése új (terület) (németül neu=új), amelyet a frankok Gallia északi részén vettek birtokukba.
A Neustriai Királyság I. Chlothar frank király halála után jött létre, amikor fiai örökölték a Frank Birodalom egyes részeit. Neustria királyai Soissons-ban  illetve esetenként Rouenban kormányoztak.
A 7. században Austrasia és Neustria rivalizáltak egymással, majd a terület Austrasia fennhatósága alá került, amikor Herstali Pipin 687-ben legyőzte Neustria majordomusát a tertryi csatában. A Meroving-korszak végén a Neustriában keletkezett dokumentumokban Neustria és Francia elnevezéseket egyaránt használták, ami arra enged következtetni, hogy a terület a frankok földjének központi részét képezte. A Karolingok uralkodása alatt Austrasia és Neustria önállósága megszűnt, beolvadtak a Frank Birodalomba. A 11. és 12. században Neustria sokkal kisebb területet jelentett, néha Normandiát értették alatta.

## Neustria uralkodói
- I. Charibert (561-567)
- I. Chilperich (561-584)
- II. Chlothar (584–629)
- I. Dagobert (629–639)
- II. Klodvig frank király  (639–657)
- III. Chlothar  (657–673)
- III. Theuderich (673–673)
- II. Childerich  (673–675)
- III. Theuderich  675–691
- IV. Klodvig (691–695)
- III. Childebert (695–711)
- III. Dagobert (711–715)
- II. Chilperich (715–721)
- IV. Theuderich (721–737)